# Tucetona pallium
Tucetona pallium is een tweekleppigensoort uit de familie van de Glycymerididae. De wetenschappelijke naam van de soort is voor het eerst geldig gepubliceerd in 1843 door Reeve.